# Nad życie
Pour plus de détails, voir Fiche technique et Distribution.
Nad życie est un film biographique polonais réalisé par Anna Plutecka-Mesjasz, sorti le 11 mai 2012.

## Synopsis
La vie privée d'Agata Mróz, son amour, sa maternité, et sa lutte contre la maladie.

## Fiche technique et artistique
- Titre polonais : Nad życie
- Titre anglais : Lose to Win
- Réalisation : Anna Plutecka-Mesjasz
- Scénario : Patrycja Nowak et Michał Zasowski
- Costume : Agata Culak
- Directeur de la photographie : Robert Halastra
- Musique originale : Mateusz Pospieszalski
- Production : Maciej Znajdek-Znaniewski et  Mariusz Kaleta
- Sociétés de production : TVN
- Distribution : ITI Cinema (pl)
- Pays d'origine : Pologne
- Langue : polonais
- Long métrage de fiction - drame
- Durée : 90 minutes
- Dates de sortie : 
  -  Pologne : 5 août 2011

## Distribution
- Olga Bołądź (Agata Mróz-Olszewska)
- Michał Żebrowski (Jacek Olszewski)
- Maria Gładkowska (mère d'Agata)
- Hanna Konarowska (Baśka)
- Danuta Stenka (dr Bielecka)
- Marek Kasprzyk (l'entraineur)
- Andrzej Mastalerz (dr Zarzycki)
- Przemysław Cypryański (pl) (Paweł)
- Olga Obrzut (joueuse)
- Tomasz Schimscheiner (gynécologue)